# Liste de duos de piano classique (interprètes)
Le terme « duo de piano » peut faire référence à la fois à un genre de musique, écrite pour deux pianistes, à jouer sur un ou deux pianos, ou aux deux pianistes eux-mêmes. 

Certains duos de piano apparaissent sous un nom unique (comme Long Island Piano Duo, ou Piano Pinnacle), ou un nom unique (par exemple Nettle et Markham), mais la plupart utilisent simplement leurs noms (comme Katia et Marielle Labeque ou Bracha Eden et Alexander Tamir).
Les personnes référencées dans cette liste ne doivent pas être ajoutées à la liste de pianistes classiques à moins qu'elles aient aussi connu une carrière significative comme pianistes solo.

## Liste de duos de pianistes classiques
Ordre de présentation : L'entrée principale est triée par le pianiste dont le nom apparaît au début de l'alphabet, et l'autre pianiste est l'objet de renvois en petits caractères. Lorsque leurs noms sont généralement appelés dans un ordre différent, ou qu'ils utilisent un nom spécial pour leur duo, cette entrée apparaît dans la 2e colonne.